# 若乃花幹士 (初代)
初代 若乃花 幹士（わかのはな かんじ）、1928年（昭和3年）3月16日 - 2010年（平成22年）9月1日）は、青森県弘前市青女子（あおなご）出身で、入門当時は二所ノ関部屋（1953年に花籠部屋の独立とともに移籍）に所属した大相撲力士、第45代横綱。本名は花田 勝治（はなだ かつじ）。身長179cm、体重105kgで、血液型はB型。弘前市名誉市民。通称土俵の鬼と呼ばれ、戦後最軽量横綱である。
引退後二子山部屋を創設し、のち弟でもある大関・初代貴ノ花（のち藤島→二子山）、横綱・2代目若乃花（のち間垣）、横綱・隆の里（のち鳴戸）、大関・若嶋津（のち松ヶ根→二所ノ関）らを育て、日本相撲協会の理事長も務めた。
第65代横綱・貴乃花光司（のち一代年寄・貴乃花親方、現タレント）と第66代横綱・若乃花勝（3代目若乃花とも。のち藤島、現実業家・タレントの花田虎上）の二人は甥にあたる。 愛人関係にあった韓国人女性との間の息子が藤島部屋に入門し、1989年3月初土俵。若剛志の四股名で幕下まで昇進した（1997年1月に引退）。　

## 来歴

### 誕生から入門まで
青森のリンゴ園農家に10人兄弟の長男として生まれた。1934年の室戸台風のため作物が全滅して一家は破産状態で北海道室蘭に移住した。沖仲仕などの力仕事に従事し、戦争で傷痍軍人になった父に代わって家計を支えた。普通の男が70 - 110kgの鉄鉱石や石炭を担ぐところを国民学校を卒業したばかりの花田は150kgを担いで何度も往復し、荷物の重さが200kgに達するなど後に相撲で発揮する身体能力の片鱗を見せた。大人の倍は稼ぐ一方で、鉱石の入っているタンクに落ちて「死んで行くのはこういう気持ちか」と思うこともあり、3000ボルトの電圧に触れて頭をハンマーで殴られたように吹っ飛ばされたこともあるなど、入門前から何度も生死の境をさまよう経験をしていた。
1946年、大関・佐賀ノ花ら二所ノ関一門の巡業で催された相撲大会に飛び入りで参加、本職の力士を数名倒した。当時の花田は長身であったが体重は70kgぐらいと推定され、本職の力士を倒したとはいえ自分よりはるかに体格の良い人間にはかなわず、当時の花田を草相撲で倒した経験のある人物の中には、復員してきたばかりでのちにJRA顕彰馬マルゼンスキーを生産し、元スピードスケート選手・参議院議員の橋本聖子の実父でもある橋本善吉もいた。
本職の力士を倒したことが大ノ海（のちの師匠・花籠）の目に留まり、働き手を失いたくない父親の反対を押し切って上京し、杉並の真盛寺に間借りしていた二所ノ関部屋に大ノ海の内弟子として入門した。条件は「3年で関取になれなければ帰る」というものだったという。当初70kg程度の軽量であったため力士としては無理ではないかと周囲に不安視されていたが、大ノ海は自身の内弟子にすると後ろ盾になって特別に入門を認めた。「若ノ花」の四股名は大ノ海の若い時の名を譲られたもの。このため後年、「若ノ花・若乃花は全部で何人か」という問題が取りざたされた。もちろん、彼を初代とする数え方が一般的ではあるが、自身は「師匠が初代、自分は二代目」と数えていた。

### 入門後
入門後は「二所一門の荒稽古」で力を付けた。当時の部屋の幕内は、神風、力道山、佐賀ノ花、琴錦など分家独立を念頭に置いて内弟子を厳しく鍛えていた者が多く、稽古は本場所さながらの様子であった。入門直後に開催された双葉山の引退相撲を3階から見学すると、上から見た世紀の大横綱が意外に小さく見えて、小さい身体の自分でも努力すればやれるのではと奮起した。最も彼をしごいたのは後にプロレス入りする力道山で、成績不振に陥った場所後に景気付けに兄弟子の琴ヶ濱と蕎麦を食べに行こうとしたところ、力道山に見つかり夜逃げと勘違いされて目を付けられた。ある時、あまりの猛稽古で土俵に這ったまま立てなくなったが、それでも容赦がなく、このままでは殺されると力道山の脛にかみ付き、廻し姿のまま部屋から脱走して近くの隅田川に飛び込んだ。のちのプロレスラー力道山のトレードマークである黒タイツは、この時の古傷を隠すためともいう。本人も力道山からの援助・教えは身にしみたと述懐している。
後に大関となる琴ヶ濱との稽古も凄まじいものだったという。当時は高砂と二所ノ関で合同の巡業を打つことが多かったので、東富士にも可愛がられた。鏡里もまた若ノ花によく稽古をつけていた。
1946年11月場所の初土俵から各段優勝に近い成績で、1949年5月場所に家族と約束した3年より約半年早く十両に昇進、二所ノ関一門の創始者である大師匠・玉錦の明け荷が贈られた。この間、初めて番付に載った1947年5月場所で1度だけ負け越したが（2勝3敗）、その後は幕内上位に進出するまで負け越すことはなかった。
大兵相手にもがっぷり四つで対抗する力士であった。下半身の強さ、特に膝のバネに独特のものがあり、「異能力士」とあだ名された。脚の筋肉の付き方は見事であり、これは室蘭時代の舟板の上での労役によるところが大きいとされる。その必殺技として名高い「呼び戻し」 を実際に食った体験者である鳴門海などが、「腕力でなく、下半身からの力で投げ捨てられる感じ」と証言している。俵に足がかかってもそれ以上は後ろに下がらない足腰を指して「かかとに目がある」と評されたこともある。本来は左四つであったが、上位と顔が合う地位になってからは右脇が固い先輩横綱の千代の山を攻略するために右差しを研究。1953年1月場所の千代の山戦はそれが功を奏した一番と言われる。
この「異能力士」の他に、若き日は「オオカミ」のあだ名があった。一説に力道山の脛に咬み付いた際の様子がオオカミのようだったからとも言う。後に「ウルフ」のあだ名を持つ千代の富士が出世する際にこのあだ名がクローズアップされた。角界には“動物のあだ名が付くと出世する”という言い伝えがあるが、若ノ花はその言い伝えを証明するかのように番付を上げていった。
1953年、師匠の大ノ海が引退と共に二所ノ関部屋から独立し、花籠部屋（独立当初は芝田山部屋）を創設するとそれに従うが、当初は小部屋ゆえの苦労が絶えなかった。巡業も引き受け先が見付からず、「日本一の貧乏部屋」と言われながら辺鄙な土地に出かけて部屋の若い衆相手に胸を貸す稽古を延々と続けたという。

### 大関昇進

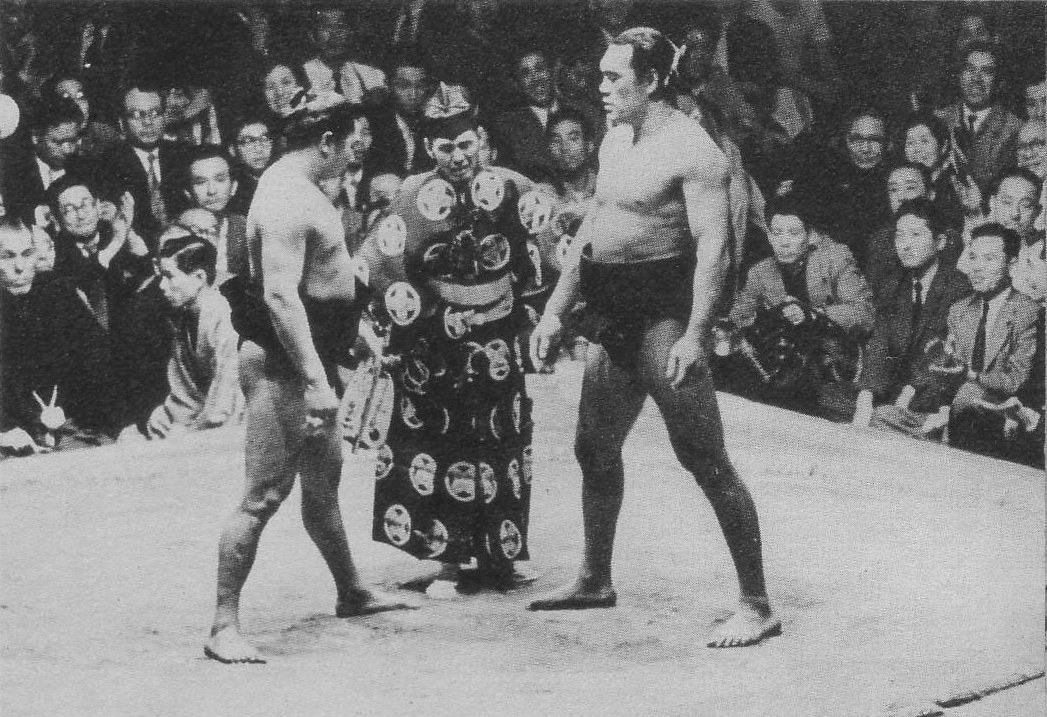
1955年秋場所、千代の山と引き分ける

1955年9月場所、西関脇で10勝4敗1分。この1引分は横綱千代の山と水入り取り直しの計17分15秒に及ぶ前代未聞の大相撲の末だった。この相撲を評価され、場所後に関脇松登と共に大関に昇進する。昇進前3場所の通算勝ち星は28勝（引分が2回あるので事実上29に等しいが）なので、現在の目安で言えば甘い昇進だったことになる。当人も大関になれるとは思いもよらず、番付編成会議の朝、家族とともに旅行に出かけようとしたところを、新聞記者に呼び止められたという逸話が残る。慌てて伝達式に駆けつけたことと当時昇進伝達式の口上が定型化していなかったことが重なって大関昇進伝達式では「ありがたくお受けします」とのみ発して推挙状を受けたという。1955年11月には父が死去し、母に懇願されて室蘭の家族を引き取った。こうして室蘭の家族6人と自身の家族4人、合わせて10人の生活が新大関となった自身の肩にのしかかった。しかし、新大関の1956年1月場所は他の2大関が負け越す中、優勝した横綱鏡里に1勝差の13勝2敗、大関推挙が失敗ではなかったことを自ら証明してみせた（ちなみに同時に大関に昇進した松登は後に3場所連続負け越しで大関を陥落することになるが、大関陥落決定となる黒星を付けたのは若乃花である）。

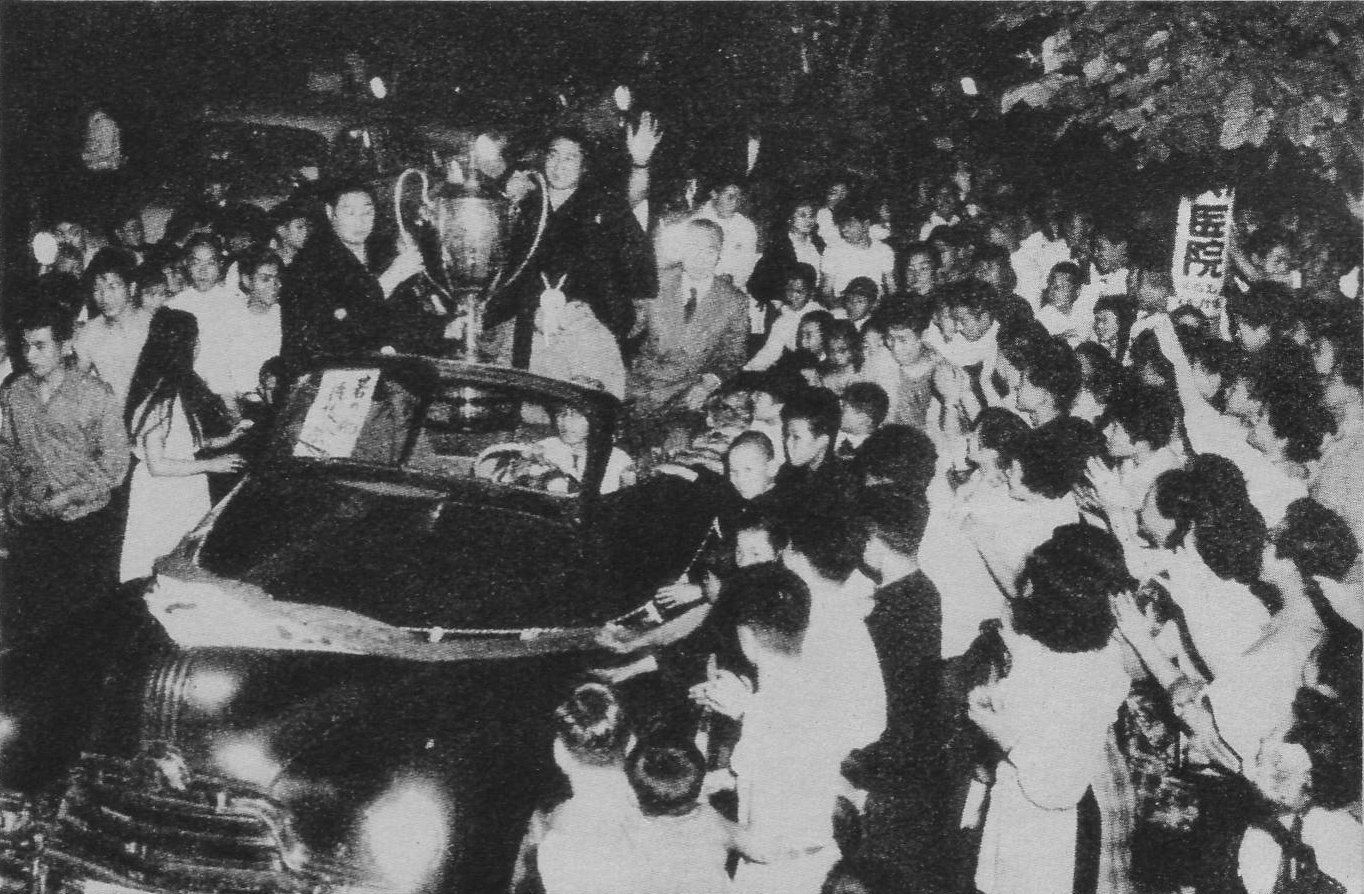
1956年夏場所、初優勝時の優勝パレード

翌3月場所場所も12勝3敗で優勝決定戦に出場。他の出場者は関脇・朝汐と東前頭15枚目・若羽黒で、これは昭和生まれで最初の幕内優勝を争う決定戦ともなった。若ノ花は若羽黒には勝ったが朝汐に破れ、朝汐がそのまま若羽黒にも連勝して優勝を決めた。次の5月場所も12勝3敗で前頭9枚目・大晃とのこれも昭和生まれ同士となる決定戦を制して初優勝。朝汐に遅れること一場所で2人目の昭和生まれの幕内優勝力士になった。両国を離れて山の手に優勝旗が運ばれたのは初めてのことで、青梅街道には数十万の見学者が集まったことで都電はストップ、 若ノ花を乗せたオープンカーは、新宿西口から阿佐ヶ谷の花籠部屋まで3時間かかるほどの大騒ぎとなった。
翌9月場所に横綱をかけたが、場所前に長男がちゃんこ鍋をひっくり返して火傷で亡くなるという悲運に見舞われる。稽古どころではなく本場所出場も危ぶまれたが出場を強行、愛児の名を記した数珠をさげて場所入りし、支度部屋でほとんど一言も発しないその姿は鬼気迫るものであった。水入りの苦戦を強いられることの多かった前頭5枚目出羽錦をあっという間に寄り切るなど初日から12連勝、連続優勝と横綱は確実、あるいは全勝優勝なるかと思われたが、扁桃腺炎を発症、高熱に襲われ13日目を休場、千秋楽には出場の意欲を見せ横綱栃錦と割が組まれたが当日病状が悪化してやむなく休み不戦敗、結局12勝2敗1休（2敗はいずれも不戦敗）に終わる。綱取りは夢と消えたが、皮肉にもこの悲劇が「数珠をさげた名力士」として若ノ花の人気をさらに高めた。翌1957年には日活が映画『若ノ花物語・土俵の鬼』を制作、若ノ花自身も出演した。先輩横綱の羽黒山は「若ノ花が立ち直れたのは全盛期の頂点にあったからこそであり、これがもし下り坂での出来事ならガタガタと落ちていった」という趣旨のコメントを残している。

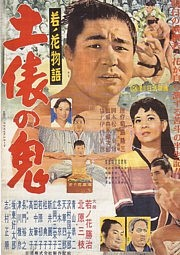
映画『若ノ花物語・土俵の鬼』（1956年）に出演した若乃花（上）

同年9月場所より「若乃花」に改名。画数占いですすめてくれる人があったのと、愛児の一周忌を機に心機一転をはかるためと言われている。
1957年11月場所は12勝3敗の優勝次点で、翌1958年1月場所は13勝2敗で2回目の優勝を果たし、場所後第45代横綱に推挙される。この1月場所直前に横綱審議委員会は横綱推薦の内規を定めていて、その適用第1号となった。この審議では、7人の委員のうち舟橋聖一が「大関で二場所連続優勝した場合」という原則を崩したくないとして強硬に反対し、他の委員が舟橋を説得にかかり、最終的に委員長の酒井忠正に裁定を一任するという形で舟橋が折れ、翌日の番付編成会議に酒井が出席して横綱推薦の答申を出した。昭和生まれで最初、かつ戦後に初土俵を踏んだ最初の横綱である。昇進時の口上は「横綱として恥ずかしくない相撲を取ります」であった。
横綱は他の力士と違って降格を許されない地位であり、負け越せば引退以外に道はないため、自分が養うべき家族のことを考えて、推挙を受けるべきかどうか、かなり悩んだという（大関以下の力士は負け越してもその時の実力に見合った番付で比較的長く現役を続けることができるが、それは横綱には許されず、横綱が負け越せば引退のみである）。

### 横綱昇進
若乃花は横綱推挙を受けることにしたが、問題があった。横綱は自分専用の三ツ揃え化粧廻しが新調されるまでは一門の先輩横綱から借りるのが通例だが、二所ノ関一門からは玉錦以来実に20年ぶりの横綱、しかも玉錦の三つ揃いの化粧廻しは戦時中の空襲で焼けてしまって使用不能であるばかりか、困ったことに土俵入りを指導する先輩横綱も一門にはいなかった。横綱昇進に際してどうしたら良いか判らずにいた若乃花を助けたのは、理事長の時津風とその弟子鏡里だった。事情を知った時津風は自ら土俵入りの指導を引き受けてくれたばかりか、戦災で唯一焼けずに完全な形で残っていた自身の三ツ揃えの化粧廻しを貸し出すという計らいをしてくれた。

### 栃若時代
栃錦と若乃花の両者共に入門当初は親方衆から「十両から、せいぜい小結まで」と予想されるなど出世に対する期待は凡百のものであった。のちの柏鵬や曙貴が入幕前から注目を集めたのに対して、栃若戦が角界を背負ってたつ看板カードになると予想した者は少なかった。1950年9月場所では栃錦が東前頭3枚目、若乃花が東4枚目と番付で並びながら取組が組まれなかった。それでも、1951年5月場所の初対決がいきなりの大勝負、次の対戦も水入りの末二番後取り直しと、栃錦との取組は常に大熱戦であった。技の打ち合いとしのぎ合いで激しく土俵を動き回る両雄の姿はたちまちファンを魅了し、当時登場したテレビの魅力を発揮するのにもふさわしいものであった。北の富士によると、栃若の取組を見たいがために30万円（2016年時点の貨幣価値で200万円に相当）でダフ屋からチケットを買った人がいるほどである。
初土俵が遅かったこともあって、番付面では常に栃錦が上を行っており、大関、横綱とも、常に惜しいところで栃錦のために星を落として逃してきた。一方の栃錦にとっても何度も全勝や優勝を阻まれた相手である。大関昇進、初優勝とも栃錦の休場で対戦のなかった場所で、優勝や昇進のかかる相撲で若乃花がはじめて栃錦に勝ったのは、横綱昇進を決めた1958年1月場所でのことだった。お互いに横綱となってからも、この最大のライバルと常に名勝負を展開、特に年6場所となった1958年以降は毎場所のように2人で優勝を分け合い、戦後最初の黄金期である「栃・若時代」を実現する。現在でもこの2人で築き上げた一時代に対する評価は高く、これを上回るものはまだない（朝潮、大内山など強くて個性的な力士が多数いたことも含めて）と考える人も多い。
1958年7月場所千秋楽は栃錦と相星対決を行ったが、1909年6月場所の優勝額制度開始以降、横綱同士の千秋楽相星対決は史上初。この一番は、立合いサッと左四つ、栃錦が先に右上手を取ってそのままがっぷり四つ。栃錦が吊り身に攻めたものの、若乃花は難なく残すと体を開き、左下手からひねりながらの強烈な右上手投げで若乃花の勝利。
1959年5月場所、初日から14連勝の栃錦を千秋楽に下して優勝決定戦に持ち込み、逆転優勝。これは史上初めてのケースだった。
1960年3月場所では、ともに14連勝同士で千秋楽に対戦。これも史上初となる横綱同士による千秋楽全勝対決を寄り切りで制して、初の全勝優勝を達成。当時この取組は「相撲史始まって以来の世紀の決戦」と言われた。この決戦の前夜、若乃花は緊張と不安でどうしても落ち着かず、少しでも気分をまぎらわそうと映画館へ向かった。中に入ると、やけに大きな体をした人物が前の席に座っている、頭に髷があったのでもしやと思ったら栃錦だったという。これを見て、栃錦も自分と同じように不安な気持ちなのだと知った若乃花は、すっかり緊張が解けて気分が楽になり、翌日は落ち着いた気持ちで決戦に臨むことができ、見事に勝利をつかむことができたという。後日談として、この時の映画は、若乃花は「西部劇だった」と言い、栃錦は「ドイツの恋愛映画だった」と、証言が食い違っている。一説にはジョン・ウェインの『アラモ』だったのではないかとされている。栃・若はともに優勝10回、全勝1回、連勝記録24。直接の対戦でも若乃花の15勝19敗だが、うち1敗は前述の1956年9月場所の不戦敗であり、若乃花にはほかに決定戦での1勝があって、これらを踏まえると実質16勝18敗とほぼ互角だった。大関昇進までは11勝4敗の成績が最高だったが、大関昇進以後皆勤した場所は全て二ケタの勝ち星を残し、大関時代の勝率が.785、横綱時代には.794と地位が上がるにつれて強みを増していった。
しかし、忘れてはならないのが、同時代に横綱を張った朝潮の存在である。1956年3月場所、最初の優勝決定戦進出の際に、関脇だった朝汐（当時）に敗れてから、微妙なところで朝汐と縁があった。1958年11月場所には、12勝1敗1分で迎えた千秋楽、13勝1敗の大関・朝汐と対戦。勝てば3連覇と（結果的に）全6場所制覇をなしとげるところだったが、敗れてしまう。1958年9月場所は初の全勝優勝を目指し千秋楽に朝汐と対戦したが敗れてしまい、優勝こそ既に決まっていたが夢の全勝は阻まれた。1959年5月場所で千秋楽に栃錦を本割・決定戦と連勝し逆転優勝となったのは、実は13日目に若乃花が朝汐に敗れて1敗となったからであるし、1960年3月場所の全勝対決も、朝汐が途中休場したことによって両者の対戦が千秋楽になったためである。このように影の存在を強いられた朝潮あってこそ、栃若時代も際立っていたと見ることもできる。

#### 栃若　全対戦一覧
栃若両雄の対戦は、1951年5月場所から1960年3月場所の40場所間で34回実現（栃錦1不戦勝含む）し、千秋楽両者優勝圏内の対戦が5回（うち、相星決戦が2回）あった。また両者の相撲は、水入りになることが多かった。
千秋楽（太字）は、千秋楽結びの一番を示す。
| 場所           | 対戦日 | 栃錦勝敗 (通算成績） | 若乃花勝敗 （通算成績） | 優勝力士  | 備考                                                                         |
| -------------- | ------ | -------------------- | ----------------------- | --------- | ---------------------------------------------------------------------------- |
| 1951年5月場所  | 8日目  | ●(0)                 | ○(1)                    | 千代の山  | 初対戦                                                                       |
| 1951年9月場所  | 12日目 | ○(1)                 | ●(1)                    | 東富士    |                                                                              |
| 1952年1月場所  | 12日目 | ●(1)                 | ○(2)                    | 羽黒山    |                                                                              |
| 1952年5月場所  | 6日目  | ○(2)                 | ●(2)                    | 東富士    |                                                                              |
| 1952年9月場所  | -      | -                    | -                       | 栃錦(1)   | 対戦なし。                                                                   |
| 1953年1月場所  | 初日   | ○(3)                 | ●(2)                    | 鏡里      | 栃錦新大関                                                                   |
| 1953年3月場所  | 7日目  | ○(4)                 | ●(2)                    | 栃錦(2)   |                                                                              |
| 1953年5月場所  | 4日目  | ○(5)                 | ●(2)                    | 時津山    |                                                                              |
| 1953年9月場所  | 3日目  | ●(5)                 | ○(3)                    | 東富士    |                                                                              |
| 1954年1月場所  | 10日目 | ●(5)                 | ○(4)                    | 吉葉山    |                                                                              |
| 1954年3月場所  | 11日目 | ●(5)                 | ○(5)                    | 三根山    |                                                                              |
| 1954年5月場所  | 12日目 | ○(6)                 | ●(5)                    | 栃錦(3)   |                                                                              |
| 1954年9月場所  | 14日目 | ○(7)                 | ●(5)                    | 栃錦(4)   |                                                                              |
| 1955年1月場所  | 12日目 | ●(7)                 | ○(6)                    | 千代の山  | 栃錦新横綱                                                                   |
| 1955年3月場所  | 千秋楽 | ○(8)                 | ●(6)                    | 千代の山  |                                                                              |
| 1955年5月場所  | 12日目 | ○(9)                 | ●(6)                    | 栃錦(5)   |                                                                              |
| 1955年9月場所  | -      | -                    | -                       | 鏡里      | 栃錦休場により対戦なし。                                                     |
| 1956年1月場所  | 9日目  | ○(10)                | ●(6)                    | 鏡里      | 若ノ花（当時）新大関                                                         |
| 1956年3月場所  | 千秋楽 | ●(10)                | ○(7)                    | 朝汐      |                                                                              |
| 1956年5月場所  | -      | -                    | -                       | 若ノ花(1) | 栃錦休場により対戦なし。                                                     |
| 1956年9月場所  | 千秋楽 | □(11)                | ■(7)                    | 鏡里      |                                                                              |
| 1957年1月場所  | 14日目 | ○(12)                | ●(7)                    | 千代の山  |                                                                              |
| 1957年3月場所  | 千秋楽 | ●(12)                | ○(8)                    | 朝汐      |                                                                              |
| 1957年5月場所  | 12日目 | ○(13)                | ●(8)                    | 安念山    |                                                                              |
| 1957年9月場所  | 13日目 | ○(14)                | ●(8)                    | 栃錦(6)   |                                                                              |
| 1957年11月場所 | 14日目 | ○(15)                | ●(8)                    | 玉乃海    |                                                                              |
| 1958年1月場所  | 14日目 | ●(15)                | ○(9)                    | 若乃花(2) |                                                                              |
| 1958年3月場所  | 14日目 | ●(15)                | ○(10)                   | 朝汐      | 若乃花新横綱                                                                 |
| 1958年5月場所  | 14日目 | ○(16)                | ●(10)                   | 栃錦(7)   |                                                                              |
| 1958年7月場所  | 千秋楽 | ●(16)                | ○(11)                   | 若乃花(3) | 千秋楽2敗同士相星決戦                                                        |
| 1958年9月場所  | -      | -                    | -                       | 若乃花(4) | 栃錦休場により対戦なし。                                                     |
| 1958年11月場所 | -      | -                    | -                       | 朝汐      | 栃錦休場により対戦なし。                                                     |
| 1959年1月場所  | 千秋楽 | ●(16)                | ○(12)                   | 若乃花(5) |                                                                              |
| 1959年3月場所  | 千秋楽 | ○(17)                | ●(12)                   | 栃錦(8)   | 千秋楽栃錦1敗、若乃花2敗で対戦                                               |
| 1959年5月場所  | 千秋楽 | ●(17)                | ○(13)                   | 若乃花(6) | 千秋楽栃錦全勝、若乃花1敗で対戦 優勝決定戦も若乃花勝利。                     |
| 1959年7月場所  | 千秋楽 | ○(18)                | ●(13)                   | 栃錦(9)   |                                                                              |
| 1959年9月場所  | 千秋楽 | ●(18)                | ○(14)                   | 若乃花(7) | 千秋楽栃錦2敗、若乃花1敗で対戦                                               |
| 1959年11月場所 | 千秋楽 | ○(19)                | ●(14)                   | 若羽黒    | 千秋楽両者3敗で対戦 栃錦勝利（千秋楽対決は年間最多勝を懸けた対戦であった）。 |
| 1960年1月場所  | -      | -                    | -                       | 栃錦(10)  | 若乃花休場により対戦なし。                                                   |
| 1960年3月場所  | 千秋楽 | ●(19)                | ○(15)                   | 若乃花(8) | 千秋楽全勝同士の相星決戦 最後の栃若対戦。                                    |

- 若乃花横綱昇進前まで（1958年1月場所まで）の対戦成績は、栃錦の15勝9敗。
- 両者横綱同士の対戦成績（1958年3月場所以降）は、若乃花の6勝4敗。

### 現役末期から引退まで
栃錦の引退直後は3場所連続で13勝2敗、2度の優勝を果たすなど、栃若拮抗時代から第一人者として一時代を築くかと思われた。しかし1960年11月場所を9日目から途中休場、翌場所こそ12勝3敗と健在を示したものの、その後は優勝争いにからむこともなくなっていき、11勝前後の成績が多くなる。体力的な衰えというより、栃錦というライバルを失い気力の張りがなくなったことが大きかったという。新鋭の柏戸の鋭い出足に脅かされることも増え、その大関昇進前までは若乃花の4勝2敗に対して大関昇進後は2勝4敗と、若い力の台頭にも押され始めた。
このように「土俵の鬼」と云われた若乃花が引退を決意したのは、1962年1月場所、後に第49代横綱となる関脇の栃ノ海に負けた相撲であった。倒れそうになったら足を出して負けた方がましと考えるほど土俵で倒れることを極端に嫌っていた若乃花が、栃ノ海の見事な連続技（蹴手繰り・巻き落とし・突き落としを一瞬のうちに繰り出す）で土俵中央で転がされたのだった。「何しろ、それまで土俵の真ん中でこけたことは無かったからねぇ。それをやられたんで、こりゃいかんと思った」と若乃花は語ったという。
1962年5月1日、花籠部屋で記者会見を開き『昭和37年5月場所の土俵に上がらず、体力の限界』を理由に現役を引退することを表明した。
横綱として最後の9場所優勝なしでの引退は、栃錦のそれと比較され批判もあったが、現役中から二枚鑑札で春日野部屋を継承していた栃錦と違い引退後の独立に備えなくてはいけなかったこと、後輩横綱の朝潮が後を託すには安定感を欠いていたことなどの事情があってのものだった。
幕内通算546勝は、栃錦の513勝を更新する当時の最多勝記録だった。
師匠の花籠は、「私の苦労の道は、若乃花の努力の道である。若乃花との一心同体の経営が花籠部屋を築き上げた。」と述べており、花籠親方が食料調達など経営に精力を注ぎ、稽古場はもっぱら部屋頭の若乃花が、本家・二所ノ関部屋仕込みの「二所の荒稽古」で指導した。孫弟子にあたる貴ノ花は、「花籠親方とうちの師匠（若乃花）ほど仲のいい師弟はいない。」と述べている。

### 二子山部屋創設
引退と同時に年寄・二子山を襲名し、花籠部屋から独立して近所の杉並区成宗3丁目（現・成田東3丁目）に二子山部屋を興す。独立に際して師匠花籠とは連れて行く弟子について話をつけていたので、ついて行きたいと志願しても連れて行けない弟子数名を「お前たちのような弱い連中は連れていかない。自分で探した若い者を、俺の手で育てるから。」と泣く泣く突き放してきれいな独立を果たした（その中にのちの龍虎がいた）。花籠部屋から二子山部屋の分家独立ほど円満な独立は珍しかったという。部屋での指導の厳しさは大変なもので、稽古の時間になっても起きない弟子がいれば布団を剥がして起きるまで竹箒で殴り、それでも起きなければ布団が赤くなるまで殴りつけたという。親方としてはまだ若かった頃は自らもまわしをつけて稽古土俵に降りて指導をしたこともある。取り方は自由であったが、稽古は一日50番行うことを前提としており、技術指導に関しては井筒部屋の元幕下・神光で実業家の村上光昭が「素質があれば、相撲の型なんか、教えないで放っといても身につく」と二子山本人が語っていたことを座談会で明かしている。弟子たちがあっさり土俵を割ると「俵の外は千尋の谷底だと思え。落ちたら死ぬんだぞ。そう思えば、もっと頑張れるはずだ」と怒り、本場所で土俵際で負けた力士には「土俵際こそ相撲の醍醐味じゃないか。そこで力を抜くバカがいるのか」と叱咤した。
一方で 2代目若乃花と同じ夜行列車で連れてきて、糖尿病を患った隆の里に対し、まだ幕下以下の力士であった頃から糖尿病治療食のメニューを認めるというきわめて異例な計らいを行う等、弟子思いの一面もあった。同じ一門の放駒部屋の横綱である大乃国に対しては、佐渡ヶ嶽が横綱土俵入りの指導をしている最中に「好きにやれ。横綱がやれば、それが横綱土俵入りだ。」と一喝するという大らかかつ豪快な助言を行い、1989年9月場所に7勝8敗と横綱で皆勤負け越しを喫した際に引責引退を慰留するなどかなり理解ある態度を示していた。
実弟である大関・貴ノ花が横綱・北の湖と優勝決定戦の末に初優勝（1975年3月場所）した際、当時まだ審判部副部長であったが、高砂審判部長（元横綱朝潮）の粋な計らいで、優勝旗授与の代役を任された（公式には、高砂の発熱によるものとされていた）。
1972年に役員待遇となり、審判部副部長に就任。同職は2期務めて、1976年に理事に当選すると、巡業部長に就任。巡業部長も2期務め、1980年に師匠・花籠が停年に被るために理事を退任すると、花籠が務めていた協会ナンバー2の事業部長に就任した。
かつてのライバル春日野理事長は二子山を重用し、両国新国技館建設の頃は、春日野理事長、二子山理事長代行として相撲協会を引っ張り、幹部の栃若時代、栃若政権と呼ばれた。この背景には、1974年の春日野理事長選出時に、二所ノ関が伊勢ケ浜を反出羽海候補として擁立しようとした中で、師匠の花籠と共に二所ノ関と袂を分かって春日野理事長誕生を支持して主流派入りした経緯がある。ナンバー2の事業部長時代には理事長の春日野と共に両国新国技館を請け負った鹿島建設の社長に、「きょうは社長を負かしに来た。横綱5人掛かり（5人の力士が続けざまに横綱と対戦する）というのがあるが、社長には栃若2人掛かりです。」と交渉し、建設費を11億5千万円減額させた。両国新国技館落成当時の春日野・二子山の二人を追跡したNHK特集『「栃若」～新国技館を動かす親方たち～』というドキュメンタリー番組（1985年1月13日放送）も制作されたこともあった。
新国技館開館直前の1984年1月場所から7月場所までの4場所は春日野理事長が長期入院で休場した為に二子山事業部長が理事長代行として協会ご挨拶や表彰式の賜杯拝戴を担当。1月場所は隆の里俊英、3月場所と7月場所は若嶋津六夫と二子山の弟子が優勝して師匠から弟子への賜杯拝戴が実現した。唯一、この間で二子山の弟子が優勝しなかった5月場所は北の湖敏満が優勝して北の湖への最後の賜杯拝戴も担当した。ナンバー2の事業部長就任以降、事実上の理事長代行のポジションだったが、1986年からは肩書きにも理事長代行が追加された（事業部長はそのまま理事長就任まで継続）。

### 理事長時代
両国国技館の完成から3年後の1988年2月、春日野は停年まで余力を残して、あっさり相談役に退き、二子山に理事長を禅譲した。角界の保守本流である出羽海一門が何人も就任した理事長に、「万年野党」と言われた二所ノ関一門のしかも傍流である二子山が理事長になったことは画期的なことだった。現役時代は小部屋の悲哀を味わったが、創設時から部屋頭として牽引した花籠部屋、自らが創設した二子山部屋、同門の放駒部屋から、二子山が理事長に就任する時点で5横綱・3大関をはじめ大勢の関取を輩出して、阿佐ヶ谷勢と称される一大勢力を築き上げ、「東の両国、西の阿佐ヶ谷」と言われた大相撲の拠点に育てた立役者としての実績を春日野以下出羽海一門も高く評価したこと、1974年の理事長選出とその後の春日野体制への協力に対する御礼、将来の出羽海体制の基盤強化なども踏まえ、春日野が理事長を禅譲したと言われる。理事長就任直後の4月24日には国技館で還暦土俵入りを披露した。露払い・鳴戸（第59代横綱・隆の里）、太刀持ち・間垣（第56代横綱・2代若乃花）と、横綱に育て上げた自らの弟子を従えた。理事長としての業績は、土俵の美を追求して立合いの正常化に努め、「待った」の制裁金導入（後に廃止）や行司に「手をついて」と掛け声させたことが特筆される。
なお、春日野は1990年1月場所中の同年1月10日、停年目前の64歳で脳梗塞により逝去。記者会見に臨んだ当時の二子山理事長は言葉に詰まり、「ちょっと席を外させてくれ」と一旦退席。数分後席に戻るも「昔の思い出がキューッと込み上げて、気持ちを落ち着かせたいんだけど…」と大粒の涙を溢し、かつて最大の好敵手だった春日野の死を惜しんでいた。
1991年11月、紫綬褒章受章。
クライマックスは1992年1月場所、理事長最後の場所で甥であり孫弟子にあたる貴花田が初優勝、実弟大関貴ノ花の初優勝時の計らいと違い、理事長として堂々と自らの手で天皇賜杯を孫弟子に授与することができ、「夢のまた夢」と語って理事長の有終の美を飾った。この時感極まって涙を流しており、「鬼の目にも涙」と言われた。NHKの大相撲中継で解説を務めていた出羽錦は「嬉しさや最後の賜杯甥の手に」と詠んだ。
停年直前であった1993年1月場所後に自身の二子山の年寄名跡を実弟の貴ノ花が持つ藤島と交換し、同年3月に相撲協会を停年退職した。この際、それまでの二子山部屋は藤島部屋に吸収される形でのいわゆる「逆さ合併」が行われたが、二子山部屋の看板自体は存続した。

### 定年退職後
退職後は相撲博物館館長に就任するが、1996年9月に二子山の譲渡金およそ3億円の申告漏れを指摘されたことで辞任し、相撲界から去った。
現役時代のライバルが還暦前後で次々逝去し、また弟子として手をかけた末弟貴ノ花も2005年5月に55歳で先立たれてしまったが、自身は65歳の停年を無事に迎え、横綱経験者としては鏡里（80歳10ヶ月没）を抜いて、長寿第2位となった。現在は、栃ノ海（2021年1月に82歳10ヶ月で死去）が若乃花を抜いて長寿第2位となり、北の富士 （2024年11月に82歳7ヶ月で死去）も2024年9月に若乃花を抜いたため第4位となっている。なお、鏡里と栃ノ海は自身と同様に青森県出身である。
二子山部屋第1号の関取だった二子岳が年寄・荒磯として停年を迎えた際のパーティーでは、「私は多くの弟子を育て、その中には師匠になった者も多くいるが、無事停年を迎えたのはこの荒磯がはじめてです」とコメントしている。
2010年9月1日、東京都新宿区の慶應義塾大学病院で腎細胞癌のため死去。82歳5ヶ月だった。ちなみに、横綱最高齢記録は初代梅ヶ谷の83歳3か月没で、9か月に迫っていた。同年に起きた大相撲野球賭博問題の心労もあったという。
長男を亡くした後から霊友会に入信しており、他の花田一族も信徒であるという。
2010年9月4日、通夜の当日に初代若乃花の柩を載せた霊柩車は旧蔵前国技館跡地と両国国技館を回った。両国国技館では日本相撲協会幹部と全幕内力士が霊柩車を出迎えて一礼した。その後、霊柩車は葬儀会場の宝仙寺（東京都中野区）へと向かった。葬儀が2010年9月5日に宝仙寺で行われた。出棺の際には「ワカノハナー」や「さようなら、若乃花」の掛け声をかけた600人のファンに見守られながら別れを告げた。その後若乃花幹士は新宿区の落合斎場で荼毘に付された。法名は「巍勝院釋治道（ぎしょういんしゃくちどう）」。

## エピソード

### 相撲関連
- 入門当時は敗戦直後の混乱の中で相撲人気が大きく衰えた時期であり、相撲協会は旧両国国技館をGHQに接収され興行も各地を転々として行われた。1947年6月場所は明治神宮外苑で行われたが、そのとき隣の明治神宮野球場で開催された学生野球の方に客が集まるのを見て以来、「野球は商売敵」と言って、頑として野球はやらなかったという。
- 小坂秀二が慶大のアメリカン・フットボール部で名が知られていたTBSの新入社員を連れて若乃花の稽古を見せたところ、途中でいなくなってしまった。小坂がサボっていると思い叱ろうとしたら、アメリカン・フットボールで相当きつい練習をこなしてきた新入社員が、若乃花の稽古があまりの激しいので見ていられなくなり外に出てしまったという[34]。
- 安西浩・東京ガス社長が若乃花にとって最大のタニマチで、若乃花後援会長、二子山部屋後援会長はいずれも安西である。
- 1958年1月29日の横綱伝達式で、挨拶の際に使者と頭がぶつかり合ってしまった[35]。
- 引退会見の時、NHKアナウンサーから「横綱のあの豪快な上手投げとか呼び戻しが見られないっていうと本当に寂しいんですけどもねぇ」と訊かれ、「まぁ、そのうちにまた出て来ますよ、そういう人が」と答えたが、この時、タバコを吸いながら会見に応じていた[36]。
- 若乃花引退相撲の際に、呼び出しの永男が作った相撲甚句『若乃花一代記』が反響を呼び、これ以後、各地の好角家による相撲甚句愛好の動きが全国に広がっていったことが語られている[37]。
- 若乃花が日本相撲協会の健康保険組合理事長を務めていた当時、現役最強横綱と云われた玉の海正洋（片男波）が虫垂炎の手術の際に出来た肺血栓が基で亡くなった[注 22]。それを受けて相撲診療所医師の林盈六が「力士の健康診断に血液検査を追加するべき」と若乃花に直訴し、若乃花もそれを認めて力士の健康診断メニューに血液検査が追加された[38]。
- 若乃花幹士 (2代)が第56代横綱昇進の使者を迎える時、一階の広間でなく、二階の部屋で迎えた。報道陣は不思議がったが、使者が帰った時に「勝雄も見てくれたかな。」と呟いた。その部屋はちゃんこ鍋による火傷で亡くなった長男の位牌が置いてあった部屋だった。
- 1991年秋頃に年寄衆と関取衆全員による緊急会議を開き、そこで「無気力相撲」に対する警告を行った[39]。当時監察委員長の役職を務めていた出羽海に至っては金銭のやり取りにも言及していた。また、1989年9月の力士会会合を録音したテープによって、日本相撲協会事務局長（当時）の森島信一が「無気力、いわゆる八百長という言葉で一般的には言っていますが」と発言した事実が明らかとなった。このことから当時より角界内部では「無気力相撲は八百長である」という見解を持っていたとも解釈できる[40][41]。2011年2月12日のNHKスペシャルでは概ね「無気力相撲は敢闘精神に欠けた怠慢な相撲、八百長は事前に申し合わせた不正な相撲」という見解が出された[42]。
- 現役時代のライバルである栃錦清隆の弟子である舛田山靖仁は栃錦が死去してから、千賀ノ浦部屋を創設しているが、舛田山が停年を迎えてから部屋を継承（2020年12月に常盤山部屋と改称した）したのは初代若乃花の弟子である隆三杉太一であり、舛田山の師匠時代から在籍している弟子は栃若両方の孫弟子という珍しい師弟関係となった。
- 栃錦の弟子とのエピソードでは他に栃乃和歌清隆が四股名をつける際に師匠（栃錦）は自分の四股名と出身地和歌山から「栃和歌」を考えたがこれでは「栃若時代」と同じ音でまずいのではないかと悩んでいた。それを知って助けたのは当時事業部長として理事長であった栃錦の補佐役でもあった、他ならぬ若乃花（当時の二子山親方）であり「だったらワシの四股名から乃をやるよ」という助言で栃乃和歌となった。
- 栃錦が春日野部屋を継承した当初の栃錦の弟子[注 23]である栃ノ海晃嘉は自身とは同郷で偶然にも苗字が一致[注 24]していることから巡業で目を付けられることが多く、これは初の上位総当たり戦を目前とした時期から始まったという。本人は土俵に上がると若乃花の顔を直視できないほど恐怖心を刷り込まれた一方で横綱が威厳を示すにはあれぐらいしなければならないとも受け止めていた。このかわいがりが功を奏したのか、若乃花が引退した1962年5月場所に優勝を果たして大関昇進を射止めた。栃ノ海はこれについて「人生とは何が起こるかわからないものです。大関に上がった時でさえ102キロ。こんな小兵な私が大関に昇進できたのです。」と振り返っていた。
- 愛弟子である隆の里の弟子にして若乃花の孫弟子でもある稀勢の里が第72代横綱に昇進した時に明治神宮での奉納土俵入りに於いて使用した三つ揃いの化粧廻しは若乃花が現役時代に使用したものを借用した[43]。
- 伊勢ヶ濱部屋の第73代横綱照ノ富士春雄は、元々は自身の愛弟子であった二代目若乃花が率いていた間垣部屋に入門して『若三勝由章』の四股名で初土俵を踏んだ力士であるため[44]、初代若乃花の孫弟子と看做すことも出来る。

### 酒関連
- 関取昇進時、弟弟子たちと夜通し祝杯をあげていて、金が足りなくなり、慌てて東富士に金の無心をした。東富士としては、前記の通り可愛がっていた相手であり、すぐに金を出してやって店の方とはそれですんだが、後で相撲協会の側で「新十両の分際で酒代が足りなくなって横綱に借金を申し込むとは」と問題視された。中には除名まで主張する意見もあったが、羽黒山のとりなしもあって救われた。「あの2人（東富士と羽黒山）には足を向けて寝られません」と後々まで語っていたが、やがて入幕してこの恩人2人から金星を奪い恩を返している。横綱会では毎回真っ先に立浪親方（羽黒山）に酌をして、「あの時助けてくれたおかげで今の自分がいます」と言っていた。ちなみにこの時もっとも強硬に厳罰を主張したのが大関の汐ノ海で、その汐ノ海にも幕内で2戦2勝している。
- 無類の日本酒好きであり、取組前には酒を口に含んで体に霧吹きをしてタオルで磨いていたという。体に赤みがかかり香りがつく効果を利用し、土俵上での華麗さを演出するための行為であったとされる[45]。酒豪ぶりと合わせて健啖家でも知られ、弟弟子の若秩父と博多の屋台を3軒ハシゴしては材料切れになって酒も肴も出ないようにしてしまったという伝説も残っている。「力士はウイスキーを飲むと腰が軽くなる」という持論を持っており、弟子には日本酒を勧めていたが自身はウイスキーを飲むことの方が多かった。前述の通り日本酒の方を好んでいたが、旨すぎて際限なく飲んでしまうという理由でウイスキーの方を主に飲んでいたという[46]。
- 花籠部屋時代の弟弟子や二子山部屋の弟子が二日酔いなどで稽古に遅れると、その場では弟子を一切とがめない代わりに、いつも以上に激しい稽古をつけた。その伝統は大師匠の玉錦、師匠の大ノ海から受け継がれた姿勢だという[47]。
- 自身の部屋持ち時代の各相撲部屋内における未成年飲酒が横行していた背景には「酒で体を作る」という迷信が角界に蔓延していたといい、当時の風潮があったにせよ二子山部屋では特にそれが顕著だったと伝わる。入門当初、まだ15歳にも拘らず二子山によって無理やり酒を流し込まれた少年期の貴ノ花は小児性胃炎にかかり、これによって生涯肝臓の不調に悩まされた事実が小説家の石井代蔵によって明かされており、これは汚点として後年まで残っている[48]。

### 奔放さ
若乃花は自由奔放な振る舞いでも知られており、一般の新聞紙や専門の文献に限ってもその種の逸話はいくつか確認される。特に実弟・貴ノ花に対する理不尽かつ苛烈な指導は有名である。
- ある時の地方場所開催中、整髪料の買い出しを若い衆に頼んだがまだ朝8時で店が開いていないと聞かされるや否や「なに！そういうときは店の人を叩き起こすんだ。それも社会勉強だ。それ行くんだ」と無理を言って周囲を震え上がらせたという[5]。
- 親方時代のある日、部屋の2階にボウリングの球が転がっているのを見つけるなり周囲の確認もせず階下に放り投げたという[49]。
- 夫人との馴れ初めは一目惚れである。よく遊びに行っていた夫妻の姪が、ある時期から夫妻と同居し始めたので一層その家に足しげく通うようになったという。だが相手の両親が若ノ花を将来性の無い札付きであるかのように断じ、娘を若ノ花から引き離すために呼び戻してしまった。すぐさま相手の故郷である茨城行きの列車に乗ろうと着流しと下駄履きのまま駅まで駆けたが、すでに終列車は出発した後だった。そこで貨物列車に相手の故郷の最寄駅でスピードを緩めるように頼んで便乗し、目的の駅を通過する列車から駅のホームに飛び降り、その足で相手の実家まで乗り込んだ[50]。
- 前述のように実弟・貴ノ花には強引に酒を飲ませたことで知られている。他にも本人の意向を無視して験担ぎのために7回も改名したことで、当時の専門家は最終の四股名を正確に把握することに苦労したという[48]。

### 家族
- 家族・親族の幸せに恵まれているとは言い難い。横綱昇進前に前述の通り長男が事故死しており、長女は離婚を経験している（2代目若乃花と結婚して離婚）[注 25]。22歳年下の弟の初代貴ノ花は自身に先立ってこの世を去っており、甥の貴乃花、3代目若乃花兄弟は互いに絶縁状態となっている。また、初代貴ノ花と甥の2人は離婚を経験した（甥の2人は後に再婚）。妹の1人（初代貴ノ花から見れば姉）は自身の弟弟子の大豪久照と結婚した。大豪は引退後に二子山部屋付きの親方として協会に在籍していたが、若くして死去している。大甥の花田優一も甥の貴乃花に勘当されている。
  - 特に初代貴ノ花一家の家庭崩壊に関しては、自身の申告漏れ問題が一因となったと分析する週刊誌報道も少なくなかった。

### 家系図
```
┌○─○┬ 
武ノ里

│　　　└ 吉崎
│　　　　　　　　　　　 　　　┌ 若剛志
│　　　　　　　　┌ 
若乃花Ⅰ
―|
│　　　　　　　　│　　　　　 └(女)
│　　　　 (男)   ├ 
若緑
　　　 　‖(離婚)
│　　　　　 ‖ ─┤　　　　 　 
若乃花Ⅱ

└○─○┬ (女)   ├─(女)
　　　　│　　 　 │　 ‖
　　　　│　　 　 │　 
大豪

　　　　│　　 　 │　　　　　 ┌ 
若乃花Ⅲ

　　　　│　　 　 └ 
貴ノ花
――┤
　　　　└ (女)　 　　　　　   └ 
貴乃花光司

　　　　　　‖　　　　　　　　　　　　‖ ―――
花田優一

　　　　　峯ノ越　　　　　　　　　
河野景子
　 └
白河れい
```

### その他
- 1959年2月6日、日米親善の一環として当時のアメリカ軍のジェット戦闘機に搭乗。富士山を目標に東京―伊豆大島―宇治山田経由で横田基地から行って帰った。現在では軍の部外者の戦闘機搭乗はまず認められず、日米親善を優先した当時だからこそ実現可能であった[51]。

## 主な成績
- 通算成績：593勝253敗4分55休 勝率.701
- 幕内成績：546勝235敗4分55休 勝率.699
引分が減少した戦後の力士の中にあって4分は多い部類に入る。そのうち3度までが出羽錦戦であり、残り1度は前述の延べ17分15秒もの大相撲を取った千代の山戦である。特筆すべきは4分中3分が1955年に集中しており実に4場所中3場所で1分ずつ記録したこと、さらに同年の1月場所と3月場所で2場所連続、しかも同じ出羽錦戦で引分を記録したことである。
- 大関成績：117勝32敗1休 勝率.785
- 横綱成績：254勝66敗1分54休 勝率.794
- 現役在位：64場所（番付上は65場所）
- 幕内在位：56場所（番付上は57場所）
- 横綱在位：25場所（番付上は26場所）
- 大関在位：10場所
- 三役在位：11場所（関脇8場所、小結3場所）
- 対横綱戦勝利：43勝（大鵬と並び歴代1位タイ）
- 年間最多勝（1957年設立）：1958年（75勝14敗1分）
- 連続6場所勝利：79勝（1958年7月場所～1959年5月場所）
- 通算（幕内）連続勝ち越し記録：24場所（当時玉錦に次いで2位・現在歴代12位、1955年3月場所～1959年11月場所）
  - 但し1955年1月場所で7勝7敗1引分の五分があり、「負け越しなし」の見方では、1952年9月場所～1959年11月場所の34場所（現在歴代で4位相当の記録）となる。
- 幕内連続2桁勝利記録：22場所（当時1位・現在歴代5位、1955年9月場所～1959年11月場所）
- 幕内12勝以上連続勝利記録：6場所（1958年7月場所～1959年5月場所）

### 各段優勝
- 幕内最高優勝：10回 (1956年5月場所、1958年1月場所、1958年7月場所、1958年9月場所、1959年1月場所、1959年5月場所、1959年9月場所、1960年3月場所、1960年7月場所、1960年9月場所)（全勝1回）[1]
- 三段目優勝：1回（1948年6月場所）
- 序二段優勝：1回（1947年11月場所）

### 三賞・金星
- 三賞：5回
  - 殊勲賞：2回 (1954年1月場所、1954年9月場所)
  - 敢闘賞：2回 (1950年1月場所、1951年1月場所)
  - 技能賞：1回 (1955年9月場所)
- 金星：6個（羽黒山2個、東富士2個、千代の山2個）

### 場所別成績
| | 一月場所 初場所（東京） | 三月場所 春場所（大阪） | 五月場所 夏場所（東京） | 七月場所 名古屋場所（愛知） | 九月場所 秋場所（東京）    | 十一月場所 九州場所（福岡） |
| --- | ----------------------- | ----------------------- | ----------------------- | --------------------------- | -------------------------- | --------------------------- |
| 1946年 （昭和21年） | x                       | x                       | x                       | x                           | x                          | （前相撲）                  |
| 1947年 （昭和22年） | x                       | x                       | 西序ノ口筆頭 2–3        | x                           | x                          | 西序二段20枚目 優勝 5–1     |
| 1948年 （昭和23年） | x                       | x                       | 東三段目10枚目 優勝 6–0 | x                           | x                          | 西幕下14枚目 4–2            |
| 1949年 （昭和24年） | 西幕下6枚目 10–2        | x                       | 東十両8枚目 9–6         | x                           | x                          | 東十両4枚目 11–4            |
| 1950年 （昭和25年） | 西前頭18枚目 11–4 敢    | x                       | 東前頭9枚目 10–5        | x                           | 東前頭4枚目 4–11           | x                           |
| 1951年 （昭和26年） | 東前頭7枚目 11–4 敢     | x                       | 東前頭筆頭 8–7 ★        | x                           | 東小結 7–8                 | x                           |
| 1952年 （昭和27年） | 西張出小結 5–10         | x                       | 西前頭4枚目 5–10        | x                           | 西前頭9枚目 10–5           | x                           |
| 1953年 （昭和28年） | 西前頭3枚目 8–7 ★       | 東前頭筆頭 8–7 ★        | 東前頭筆頭 8–7 ★        | x                           | 西小結 8–7                 | x                           |
| 1954年 （昭和29年） | 西関脇 8–7 殊           | 東関脇 9–6              | 東関脇 9–6              | x                           | 西関脇 11–4 殊             | x                           |
| 1955年 （昭和30年） | 東関脇 7–7–0 （引分1）  | 西関脇 10–4–0 （引分1） | 西関脇 8–7              | x                           | 西関脇 10–4–0 （引分1） 技 | x                           |
| 1956年 （昭和31年） | 東張出大関 13–2         | 東大関 12–3             | 東大関 12–3             | x                           | 東大関 12–2–1              | x                           |
| 1957年 （昭和32年） | 東大関 11–4             | 東大関 10–5             | 東大関 11–4             | x                           | 東大関 11–4                | 東大関 12–3                 |
| 1958年 （昭和33年） | 東大関 13–2             | 東張出横綱 12–3         | 西横綱 11–4             | 東張出横綱 13–2             | 東横綱 14–1                | 東横綱 12–2–0 （引分1）     |
| 1959年 （昭和34年） | 東横綱 14–1             | 東横綱 12–3             | 東張出横綱 14–1         | 西横綱大関 11–4             | 西横綱大関 14–1            | 東横綱 11–4                 |
| 1960年 （昭和35年） | 西横綱 0–3–12           | 東張出横綱 15–0         | 東横綱 13–2             | 東横綱 13–2                 | 東横綱 13–2                | 東横綱 5–4–6                |
| 1961年 （昭和36年） | 西横綱 12–3             | 東横綱 休場 0–0–15      | 西横綱 10–5             | 東横綱 3–4–8                | 西横綱 10–5                | 東横綱 11–4                 |
| 1962年 （昭和37年） | 東横綱2 11–4            | 西横綱 0–2–13           | 東張出横綱 引退 –       | x                           | x                          | x                           |
| 各欄の数字は、「勝ち-負け-休場」を示す。 優勝 引退 休場 十両 幕下 三賞：敢=敢闘賞、殊=殊勲賞、技=技能賞 その他：★=金星 番付階級：幕内 - 十両 - 幕下 - 三段目 - 序二段 - 序ノ口 幕内序列：横綱 - 大関 - 関脇 - 小結 - 前頭（「#数字」は各位内の序列） |                         |                         |                         |                             |                            |                             |

### 幕内対戦成績
| 力士名   | 勝数  | 負数 | 力士名   | 勝数 | 負数  | 力士名     | 勝数 | 負数  | 力士名   | 勝数 | 負数 |
| -------- | ----- | ---- | -------- | ---- | ----- | ---------- | ---- | ----- | -------- | ---- | ---- |
| 愛知山   | 2     | 2    | 青ノ里   | 5    | 1     | 朝潮(米川) | 17   | 16*   | 東富士   | 3    | 6    |
| 愛宕山   | 2     | 0    | 一乃矢   | 0    | 1(1)  | 岩風       | 13   | 2     | 宇多川   | 1    | 0    |
| 大岩山   | 1     | 1    | 大内山   | 12   | 13    | 大起       | 8    | 1     | 大昇     | 3    | 1    |
| 大晃     | 15*   | 3    | 小城ノ花 | 7    | 1(1)  | 大蛇潟     | 4    | 3     | 海乃山   | 1    | 0    |
| 甲斐ノ山 | 1     | 0    | 開隆山   | 5    | 0     | 鏡里       | 9    | 15(1) | 柏戸     | 6    | 6    |
| 金乃花   | 1     | 0    | 北の洋   | 21   | 4     | 北葉山     | 11   | 3     | 清恵波   | 4    | 2    |
| 九州錦   | 1     | 0    | 国登     | 6    | 2     | 高津山     | 1    | 1     | 小坂川   | 1    | 0    |
| 櫻錦     | 2     | 0    | 佐田の山 | 1    | 3     | 潮錦       | 13   | 0     | 汐ノ海   | 2    | 0    |
| 信夫山   | 17(1) | 4    | 嶋錦     | 2    | 0     | 清水川     | 11   | 3     | 千代の山 | 8    | 15※  |
| 常錦     | 1     | 0    | 常ノ山   | 4    | 0     | 鶴ヶ嶺     | 21   | 3     | 照國     | 0    | 4    |
| 輝昇     | 2     | 1    | 出羽錦   | 20   | 11※※※ | 出羽湊     | 3    | 0     | 時津山   | 19   | 9    |
| 時錦     | 4     | 0    | 栃錦     | 15*  | 19(1) | 栃ノ海     | 2    | 1     | 栃光     | 23   | 3    |
| 名寄岩   | 5     | 2    | 鳴門海   | 7    | 1     | 成山       | 13   | 1     | 羽黒花   | 2    | 2    |
| 羽黒山   | 21    | 6    | 羽黒山   | 2    | 4     | 羽嶋山     | 12   | 6     | 緋縅     | 1    | 0    |
| 備州山   | 4     | 1    | 広瀬川   | 5    | 1     | 房錦       | 13   | 2(1)  | 藤田山   | 2    | 0    |
| 冨士錦   | 6     | 3    | 二瀬山   | 3    | 0     | 双ツ龍     | 7    | 3     | 不動岩   | 2    | 0    |
| 前田川   | 3     | 0    | 松登     | 22   | 9     | 三根山     | 15   | 11    | 緑國     | 2    | 0    |
| 宮城海   | 1     | 0    | 宮錦     | 1    | 0     | 明武谷     | 1    | 0     | 八方山   | 3    | 0    |
| 山口     | 0     | 1    | 吉田川   | 0    | 1     | 吉葉山     | 10   | 8     | 若瀬川   | 7    | 3    |
| 若羽黒   | 24*   | 3    | 若葉山   | 8    | 1     | 若前田     | 13   | 6(1)  |          |      |      |

- 他に優勝決定戦で朝汐に1敗、大晃に1勝、栃錦に1勝、若羽黒に1勝がある。

※さらに千代の山に1つ、出羽錦に3つ引分がある。

## 改名歴

### 四股名
- 若ノ花 義美（わかのはな よしみ）：1946年11月場所 - 1947年11月場所
- 若ノ花 勝治（わかのはな かつじ）：1948年5月場所 - 1957年5月場所
- 若乃花 勝治（わかのはな かつじ）：1957年9月場所 - 1958年3月場所
- 若乃花 幹士（わかのはな かんじ）：1958年5月場所 - 1962年5月場所

### 年寄名
- 二子山 勝治（ふたごやま かつじ）：1962年7月場所 - 1993年1月場所
- 藤島 勝治（ふじしま かつじ）：1993年3月場所

## 弟子
横綱
- 若乃花幹士 (2代)（第56代・青森）
- 隆の里俊英（第59代・青森）

大関
- 貴ノ花利彰（青森）
- 若嶋津六夫（鹿児島）

関脇
- 太寿山忠明（新潟）
- 若翔洋俊一（東京）

小結
- 二子岳武（青森） ※花籠部屋から移籍
- 若獅子茂憲（青森）
- 隆三杉太一（神奈川）
- 三杉里公似（滋賀）
- 浪乃花教天（青森）

前頭
- 飛騨乃花成栄（前1・岐阜）
- 大旺吉伸（前4・富山）
- 魁罡功（二子竜功）（前5・青森）※花籠部屋から移籍
- 大觥吉男（前8・青森）

十両
- 修羅王政勝（十4・東京）
- 北ノ花吉保（十4・青森）
- 若双龍秀造（十8・秋田）
- 貴ノ山英二（十11・北海道）

孫弟子
- 貴乃花光司（第65代横綱）弟の貴ノ花利彰の息子・弟子、自身の甥
- 若乃花勝　（第66代横綱）弟の貴ノ花利彰の息子・弟子、自身の甥
- 稀勢の里寛（第72代横綱） 隆の里俊英の弟子
- 照ノ富士春雄（第73代横綱）引退時は旭富士正也が師匠の伊勢ヶ濱部屋所属だったが、元々は自身の弟子の若乃花幹士 (2代)が師匠だった間垣部屋の所属で、間垣部屋閉鎖により伊勢ヶ濱部屋に移籍した
- 貴ノ浪貞博（大関）弟の貴ノ花利彰の弟子
- 高安晃（大関）隆の里俊英の弟子
- 安芸乃島勝巳（関脇）弟の貴ノ花利彰の弟子
- 貴闘力忠茂（関脇）弟の貴ノ花利彰の弟子
- 若の里忍（関脇）隆の里俊英の弟子
- 隆乃若勇紀（関脇）隆の里俊英の弟子
- 隆の勝伸明（関脇）隆三杉太一の弟子、元々は栃錦の弟子である舛田山靖仁の弟子で、隆三杉がその部屋を継承して隆三杉の弟子となったので、栃若両方の孫弟子である
- 松鳳山裕也（小結） 若嶋津六夫の弟子
- 隆の鶴伸一（前頭） 隆の里俊英の弟子

曽孫弟子
- 大の里泰輝（第75代横綱） 稀勢の里寛の弟子
- 貴景勝光信（大関）元々は貴乃花光司の弟子であったが、貴乃花部屋閉鎖後は自身の弟子である隆三杉太一が師匠の千賀ノ浦部屋（当時）に移籍している。初代若乃花から見れば曾孫弟子→孫弟子である
- 白熊優太 稀勢の里寛の弟子
- 湘南乃海桃太郎  安芸乃島勝巳の弟子
- 輝大士  安芸乃島勝巳の弟子

甥弟子
- 大乃国康（第62代横綱）弟弟子にあたる魁傑將晃の弟子、二子山部屋に出稽古に常に来ていた

## 初代若乃花をテーマにした作品
- 「若ノ花物語・土俵の鬼」（1957年／日活 若乃花幹士本人主演）
- 「土俵の鬼・若乃花物語」（1992年10月5日／テレビ朝日）
  - 倉田てつを - 青年期（花田勝治役）
  - 滝田栄 - 現役時代～引退後（若乃花幹士～二子山勝治）

## 著書
- 『相撲 : 正しいわざを学ぼう』 講談社、1972
- 『心技体入門』 日本文芸社、1974
- 『貴ノ花に賭けた : 愛弟の栄光におれの生涯がある』 二見書房、1975
- 『人生一本勝負』 講談社、1977
- 『人間、辛抱だ』 サンケイ出版、1978
- 『土俵に生きて : 若乃花一代』東京新聞出版局 、1989
- 『厳しく美しい土俵』ベースボール・マガジン社 、1989
- 『人間直言 : 実感ある生き方をつかむために』いんなあとりっぷ社 、1993
- 『最強の横綱　私の履歴書　時津風定次, 二子山勝治, 大鵬幸喜』 日本経済新聞社、2006